# Manoir de la Ville Pelote
Le manoir de la Ville Pelote est situé à Guégon en France.

## Localisation
Le manoir est situé sur le territoire de la commune de Guégon, au lieu-dit la Ville Pelote, dans le département du Morbihan en région Bretagne.

## Description
Le manoir date des XVe et XVIIIe siècles, édifice à un étage carré de plan allongé, élévation à travées, construit en moellons sans chaîne en pierre de taille de granite et schiste. Toiture à longs pans, pignon couvert, croupe. Escalier hors-œuvre ; escalier à vis sans jour

## Historique
Le manoir est mentionné en 1350 à Alain Jamet. Construit au XVe siècle, il est partiellement reconstruit au  XVIIIe siècle. Le colombier et la tour d'escalier sont détruits.
Il est inscrit à l'inventaire général du patrimoine culturel.